# KCMF1
KCMF1 (англ. Potassium channel modulatory factor 1) – білок, який кодується однойменним геном, розташованим у людей на короткому плечі 2-ї хромосоми.  Довжина поліпептидного ланцюга білка становить 381 амінокислот, а молекулярна маса — 41 945.
| 10         |  | 20         |  | 30         |  | 40         |  | 50         |
| ---------- |  | ---------- |  | ---------- |  | ---------- |  | ---------- |
| MSRHEGVSCD |  | ACLKGNFRGR |  | RYKCLICYDY |  | DLCASCYESG |  | ATTTRHTTDH |
| PMQCILTRVD |  | FDLYYGGEAF |  | SVEQPQSFTC |  | PYCGKMGYTE |  | TSLQEHVTSE |
| HAETSTEVIC |  | PICAALPGGD |  | PNHVTDDFAA |  | HLTLEHRAPR |  | DLDESSGVRH |
| VRRMFHPGRG |  | LGGPRARRSN |  | MHFTSSSTGG |  | LSSSQSSYSP |  | SNREAMDPIA |
| ELLSQLSGVR |  | RSAGGQLNSS |  | GPSASQLQQL |  | QMQLQLERQH |  | AQAARQQLET |
| ARNATRRTNT |  | SSVTTTITQS |  | TATTNIANTE |  | SSQQTLQNSQ |  | FLLTRLNDPK |
| MSETERQSME |  | SERADRSLFV |  | QELLLSTLVR |  | EESSSSDEDD |  | RGEMADFGAM |
| GCVDIMPLDV |  | ALENLNLKES |  | NKGNEPPPPP |  | L          |  |            |

A: Аланін

C: Цистеїн

D: Аспарагінова кислота

E: Глутамінова кислота

F: Фенілаланін

G: Гліцин

H: Гістидин

I: Ізолейцин

K: Лізин

L: Лейцин

M: Метіонін

N: Аспарагін

P: Пролін

Q: Глутамін

R: Аргінін

S: Серин

T: Треонін

V: Валін

Кодований геном білок за функціями належить до трансфераз, фосфопротеїнів. 
Задіяний у таких біологічних процесах як убіквітинування білків, ацетиляція. 
Білок має сайт для зв'язування з іонами металів, іоном цинку. 